# Pinheiro (Felgueiras)
Pinheiro ist eine Gemeinde in Portugal.
Pinheiro gehört zum Kreis Felgueiras im Distrikt Porto in der Região Norte. Sie besitzt eine Fläche von 3,6 km² und hat 1053 Einwohner (Stand 19. April 2021).